# Bernhard Cullmann
Bernhard Cullmann (født 1. november 1949 i Vesttyskland) er en tidligere tysk fodboldspiller, der tilbragte hele sin aktive karriere, fra 1970 til 1984, som forsvarsspiller hos Bundesliga-klubben 1. FC Köln. Han nåede at spille 341 kampe og score 29 mål for klubben.
Med FC Köln var Cullmann med til at vinde ét tysk mesterskab og tre DFB-Pokaltitler.

## Landshold
Cullmann nåede at spille 40 kampe og score seks mål for Vesttysklands landshold, som han repræsenterede mellem 1973 og 1980. Han var en del af den tyske trup der blev europamestre ved EM i 1980 og verdensmestre ved VM i 1974 på hjemmebane.

## Titler
Bundesligaen
- 1978 med FC Köln

DFB-Pokal
- 1977, 1978 og 1983 med FC Köln

EM
- 1980 med Vesttyskland

VM
- 1974 med Vesttyskland